# David Crosby
David Van Cortlandt Crosby, född 14 augusti 1941 i Los Angeles, Kalifornien, död 18 januari 2023 i Santa Ynez i Santa Barbara County, Kalifornien, var en amerikansk sångare, gitarrist och kompositör. Crosby är känd som medlem i grupperna The Byrds och Crosby, Stills, Nash & Young, men även som soloartist.

## Biografi
Crosby satsade tidigt på ett liv som musiker. År 1964 bildade han den första uppsättningen av The Byrds. Han var där andre gitarrist fram till 1967, då han lämnade gruppen efter att inte ha fått igenom en av sina idéer. Han var till stor del ansvarig för den psykedeliska musik The Byrds spelade under åren 1966–1967. Några av hans mest kända låtar från Byrds-tiden är "Everybody's Been Burned", "Renaissance Fair" och "Lady Friend".
År 1968 började Crosby spela ihop med Stephen Stills från splittrade Buffalo Springfield. Snart gjorde Graham Nash från The Hollies dem sällskap, och de tre bildade folkrockgruppen Crosby, Stills & Nash. De albumdebuterade 1969 med det självbetitlade albumet Crosby, Stills & Nash. År 1971 släppte Crosby sitt första album som soloartist, If I Could Only Remember My Name. Han fortsatte sedan att spela in soloalbum, ibland tillsammans med någon medlem ur Crosby, Stills & Nash. Några av hans mest kända låtar med Crosby, Stills & Nash är "Guinnevere", "Long Time Gone" och "Déjà Vu".
Periodvis under 1980-talet hade han stora drogproblem. År 1985 dömdes han till fängelse när han rymde från en rehabiliteringsklinik, där han tagits in för att slippa ett tidigare drogrelaterat fängelsestraff.
Vid sidan av sin solokarriär och Crosby, Stills & Nash var Crosby senare med i bandet CPR tillsammans med sin son James Raymond (keyboard) och Jeff Pevar (gitarr).

## Diskografi

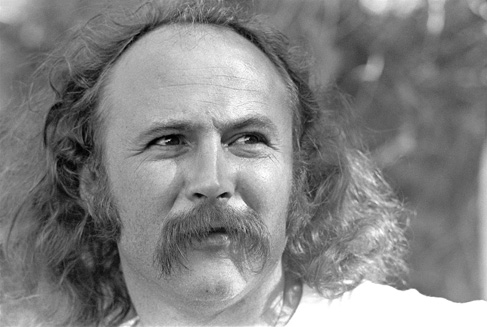
David Crosby 1976.

### Album (urval)
- 1971 – If I Could Only Remember My Name
- 1989 – Oh Yes I Can
- 1993 – Thousand Roads
- 1995 – It's All Coming Back to Me Now... (live)
- 1996 – King Biscuit Flower Hour (live)
- 2006 – Voyage (samlingsbox)
- 2014 – Croz
- 2016 – Lighthouse
- 2017 – Sky Trails
- 2018 – Here If You Listen

### Singlar
- 1971 – "Music Is Love" (US #95)
- 1971 – "Orleans"
- 1989 – "Drive My Car" (Cash Box Singles Chart #3)[8]
- 1989 – "Lady of the Harbor"
- 1989 – "Monkey and the Underdog"
- 1989 – "In the Wide Ruin"
- 1993 – "Hero" (med Phil Collins) (US #44)
- 1993 – "Through Your Hands"
- 1993 – "Thousand Roads"
- 2014 – "Radio"
- 2016 – "The Us Below"

Fotnot: För övriga utgåvor se respektive Crosby, Stills & Nash, Crosby, Stills, Nash & Young och Crosby & Nash.